# Opistophthalmus lawrencei
Espèce
Synonymes
- Opisthophthalmus carinatus lawrencei Newlands, 1969

Opistophthalmus lawrencei est une espèce de scorpions de la famille des Scorpionidae.

## Distribution
Cette espèce est endémique du Limpopo en Afrique du Sud. Elle se rencontre dans le Soutpansberg.

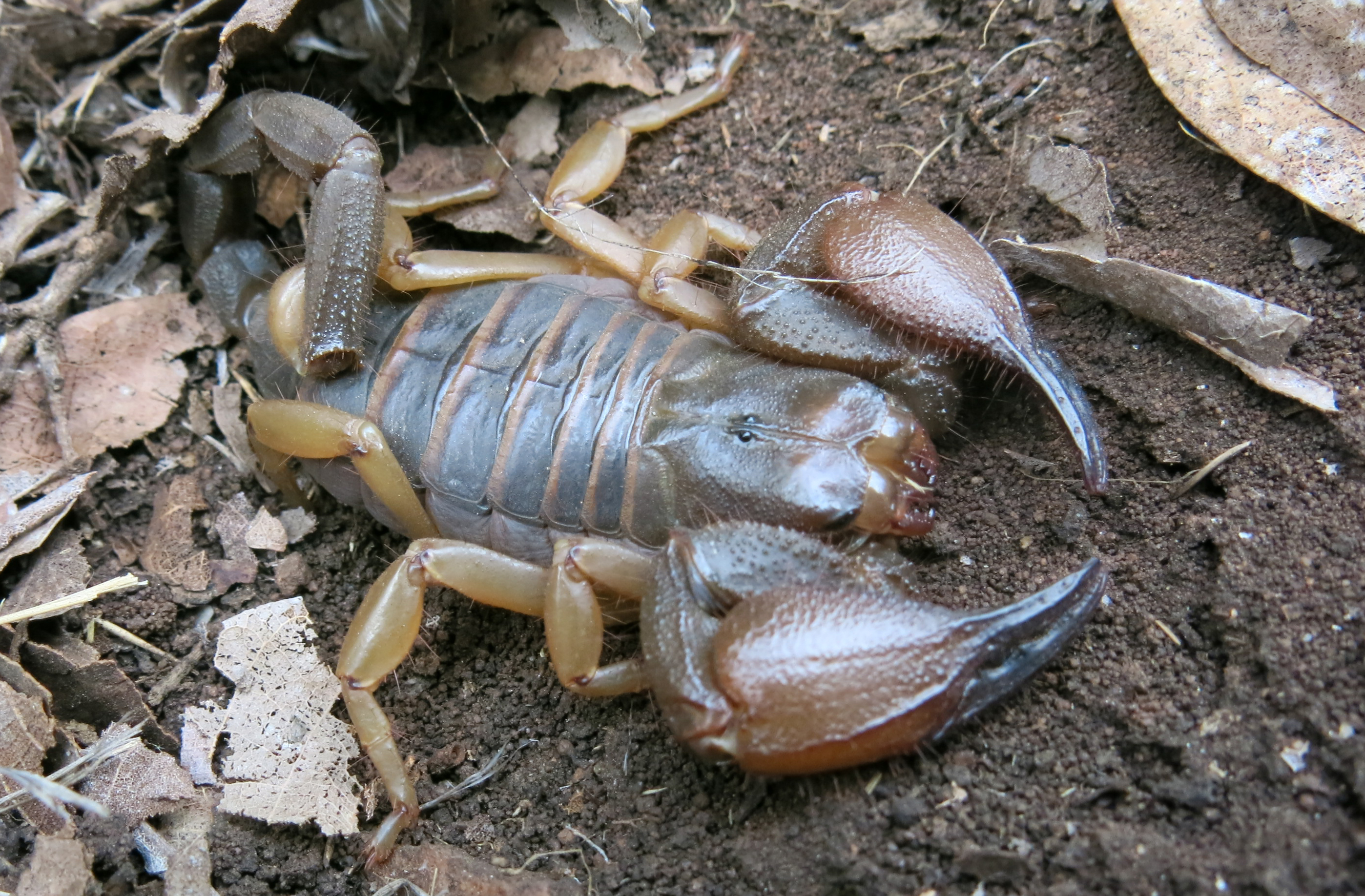
Opistophthalmus lawrencei

## Systématique et taxinomie
Cette espèce a été décrite sous le protonyme Opisthophthalmus carinatus lawrencei par Newlands en 1969. Elle est élevée au rang d'espèce par Prendini en 2001.

## Étymologie
Cette espèce est nommée en l'honneur de Reginald Frederick Lawrence.

## Publication originale
- Newlands, 1969 : Two new scorpions from the Northern Transvaal. Journal of the Entomological Society of Southern Africa, vol. 32, p. 5-8 (texte intégral).